# Razzmatazz (locale)
Il Razzmatazz (anche conosciuto come Razz) è una discoteca e sala da concerto di Barcellona. È uno dei locali più grandi della città, con una capacità di oltre 2000 persone nella sala principale e di 4000 in tutto l'edificio. Il club è composto da cinque differenti sale dove sono suonati numerosi generi musicali, tra i quali i più comuni sono indie pop, alternative rock e musica elettronica. il Razzmatazz è l'"evoluzione" della Sala Zeleste, che chiuse nel 2000 a causa dei debiti.
Il nome del club è preso dal brano Razzmatazz dei Pulp. I Flaming Lips sono stati i primi artisti a suonare nel locale.

## Storia
Nel 1986, la storica Sala Zeleste in Carrer Platería fu chiusa per aprire un locale nuovo e più grande in Carrer Almogàvers, nel quartiere di Poblenou. La nuova Sala Zeleste si trovava nello spazio precedentemente occupato da due fabbriche di tappeti e stampe. Il club mantenne l'aspetto di una fabbrica o di un loft, con tre grandi sale che potevano contenere in totale più di 3000 persone. La sala principale aveva una capacità di 2000 persone, il che rese la Sala Zeleste una delle sale da concerto più grandi di Barcellona (senza raggiungere i mega-concerti che possono essere fatti in uno stadio) e offrì la possibilità di ospitare concerti di formazioni di grande successo. Alcuni degli artisti che vi hanno suonato sono Paul McCartney, Yoko Ono, James Taylor, gli Oasis, gli Europe, gli Offspring, PJ Harvey, Tricky, gli Sugarcubes, Björk, Siouxie, i Bauhaus, Juan Luis Guerra, gli Els Pets, i Sopa de Cabra, i Blur, i Radiohead, i Sangtraït e i Phish.
Nell'anno 2000 la Sala Zeleste aveva un debito con la Previdenza Sociale di circa 780.000 euro più un debito abbastanza piccolo, di circa 36.000 euro, per l'affitto, ma sufficiente per sfrattarli dal locale. Nello stesso anno 2000 la sala viene rinnovata con nuovi proprietari, alcune modifiche estetiche e un nuovo nome: nasce il nuovo Razzmatazz.
Tra gli artisti degni di nota che si sono esibiti al Razz ci sono gli Arctic Monkeys, i Foals, i Bloc Party, i Soulwax, i !!!, The 1975, i Two Door Cinema Club, Yelle, Calvin Harris, Post Malone, i Late of the Pier, i Midnight Juggernauts, gli Of Montreal, Dorian, i Delorean, gli Ojete Calor, i Nancys Rubias, Melenas, i Delphic o i Passion Pit.

## Sale
Attualmente la discoteca dispone di cinque sale. Ognuna di esse ha diversi DJ abituali, che sono specificati per ognuna.
- Razzmatazz club (indie rock, alternative rock)
  - Amable
  - Gato
  - Maadraassoo
  - Bilbadino Dj
  - Legoteque
- The Loft (techno, electro)
  - Mouse Up
  - sidechains
  - Nighty Max
  - Làtzaro
  - Vicknoise
  - Undo
  - Baldo
  - Pffff
- Lo.li.ta (elettronica: minimal, clash...)
  - Dj Lui
  - Paul Stone
  - Enpunto
  - Guy-Ohm
- Pop Bar (electropop, indie pop)
  - Perotútehasvisto
  - Dani Patch
  - Laura Put
  - Jordi Gelpi
  - Arnau Obiols
  - Jon & Monique
  - Evrípidis
  - Thug Ladies
  - Niño Fixo
- Rex Room (electro, indie electronic)
  - Buffetlibre Djs
  - AlbertOne
  - Maadraassoo
  - Guy-Ohm

## Premi
Il Razz ha vinto il premio ARC 2015 per la miglior programmazione in una sala da concerto.